# Gartengrab

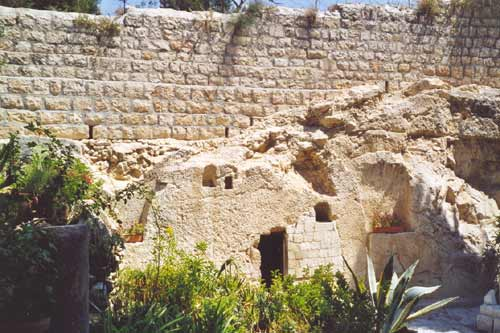
Gartengrab in Jerusalem

Das Gartengrab ist eine antike Grabstätte in Jerusalem, die von manchen anglikanischen und freikirchlichen Christen für das Grab Jesu gehalten wird.

## Lage
Das Gartengrab liegt nördlich des Damaskustores etwas außerhalb der Jerusalemer Altstadt. Die Grabkammer aus römischer Zeit wurde aus einer mehrere Meter hohen Felswand geschlagen. Heute ist sie von einer gepflegten Gartenanlage umgeben, die von vielen Besuchern Jerusalems als Ort der Ruhe und Besinnung in der geschäftigen Stadt geschätzt wird.

## Geschichte

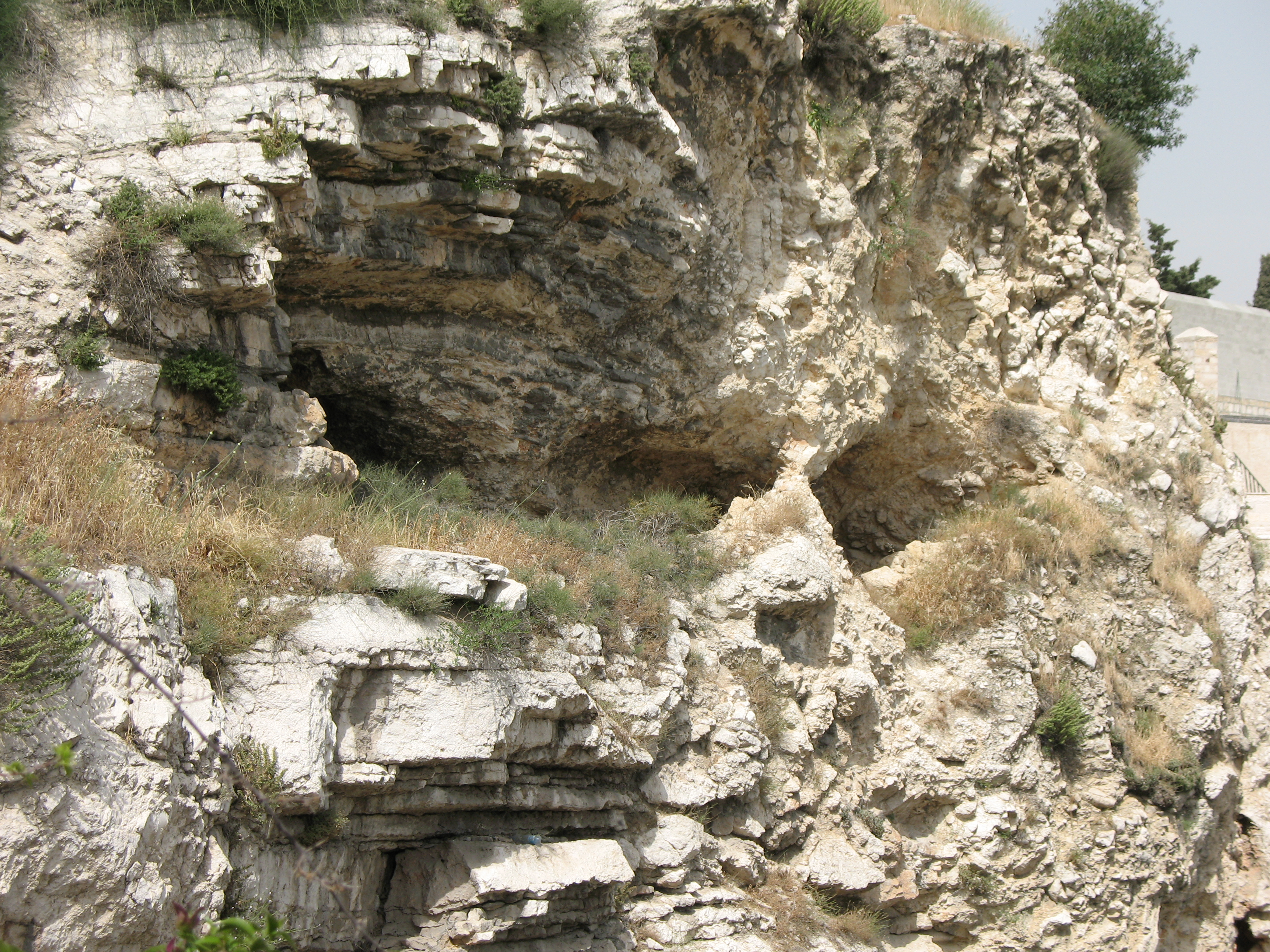
Ansicht des Felsens, der einen Schädel erahnen lässt

Im Jahr 1867 wurde das Gartengrab entdeckt. Entscheidend für die weitere Entwicklung war das Jahr 1883, als der englische Generalmajor Charles Gordon zu der Überzeugung kam, dass es sich beim Gartengrab um das Grab Jesu handeln müsse. Als Belege dienten ihm die Lage vor der Stadtmauer und die Form des Hügels bzw. Felsens, der von verschiedenen Seiten einem Schädel ähnlich sieht. Da der Name „Golgota“ vom aramäischen Wort Gûlgoltâ („Schädel“) abgeleitet werden kann, schloss Gordon, dass dies der Ort sein müsse, von dem die Evangelien berichten (Mt 27,33 ; Mk 15,22 ; Joh 19,17 ). Diese Deutung hatten zuvor bereits Claude Reignier Conder (1870) und Fisher Howe (1871) vorgeschlagen. Die Verbindung von Golgota (Γολγοθα) mit hebr. Gulgolet bzw. aram. Gûlgoltâ hatte bereits 1842 der deutsche Gelehrte Otto Thenius ins Spiel gebracht.
1891 wurde das Grab ausgegraben, 1894 wurde zur Erhaltung des Ortes die „Gartengrabvereinigung“ gegründet, die mit Spendengeldern das Gelände um die Grabstätte kaufte.

## Authentizität
Unter Archäologen geht man allgemein davon aus, dass es sich beim Gartengrab nicht um das Grab Jesu handelt. So urteilte etwa Bargil Pixner: 

„Das sogenannte Gartengrab an der Nablus Road nördlich des Damaskustores ist zwar ein attraktiver Platz für Meditation und Gebet, aber aus archäologischen und historischen Gründen als Stätte der Kreuzigung und des Begräbnisses Jesu indiskutabel.“ 
Heutige Archäologen halten die Grabeskirche als Ort des Begräbnisses Jesu für plausibel. Bereits Pixner (1991) hielt dies für „wissenschaftlich gut fundiert“. Für die Lokalisierung sprechen die frühen Zeugnisse von Pilgern, der Bau der Basilika durch Konstantin den Großen und archäologische Hinweise.
Manches schien früher für die Echtheit des Gartengrabes zu sprechen: christliche Symbole im Grabinneren und die Tatsache, dass der Ort traditionell als „Steinigungsplatz“ bezeichnet wurde. Das Hauptargument war allerdings, dass Jesus der Passionsgeschichte zufolge zur Kreuzigung „hinaus“ vor die Stadt geführt wurde (Mt 27,32 ), während sich die Grabeskirche innerhalb der (heutigen) Stadtmauern Jerusalems befindet. Dieses Argument gilt als widerlegt, denn mittlerweile ist archäologisch gesichert, dass der Hügel, auf dem die Grabeskirche steht, zur Zeit Jesu außerhalb der damaligen Stadtmauern lag. Als unbebauter Steinbruch war er ein „idealer Ort“ für die Anlage eines Felsengrabs.